# José de Cieza

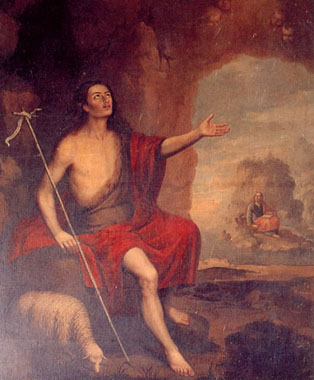
San Juan Bautista, óleo sobre lienzo, Granada, Capilla Real

José de Cieza Flores (Granada, 1656-Madrid, 1692) fue pintor barroco español, miembro de una familia de artistas pues también su padre, Miguel Jerónimo de Cieza, y sus hermanos Vicente y Juan tuvieron oficio de pintor. Desarrolló su actividad entre Granada y Madrid.

## Biografía y obra
Formado en el taller paterno, un pintor de calidad discreta y apegado a formulismos flamencos, son esas las influencias que recibió también José, el mejor dotado para la pintura de los miembros de la familia. Rasgos flamencos se advierten en la que es su obra más temprana conocida: la Virgen con el Niño y San Juanito, lienzo guardado en la parroquia de Nuestra Señora de Unza, en el lejano valle de Oquendo (Álava), a donde llegó por vías ignoradas ya en el siglo XVIII. Firmado en 1674, cuando contaba con solo dieciocho años, Cieza concibió el asunto religioso como una escena de género, con ángeles que bailan al son de la guitarra. 
Aunque sin desprenderse aún de las influencias flamencas predominantes en la pintura granadina, un mayor conocimiento de la pintura de Alonso Cano se aprecia en el atribuido San Juan Bautista de la  Capilla Real de Granada, al que incorporó en el paisaje del fondo una visión de San Juan en Patmos cercana a modelos canescos.
Pero su verdadera especialidad como pintor en Granada estará constituida por las composiciones de complejas perspectivas arquitectónicas con figuras menudas y las decoraciones al temple para las fiestas del Corpus Christi, donde Antonio Palomino dice que destacó en la pintura de paisajes y flores. Como obras destacadas de esta etapa granadina, entre las no muy numerosas conservadas, pueden mencionarse la Expulsión de los mercaderes del Templo, del Museo de Bellas Artes de Granada, y el Bautismo de Cristo conservado en el Monasterio de San Jerónimo, con un característico paisaje de ruinas.

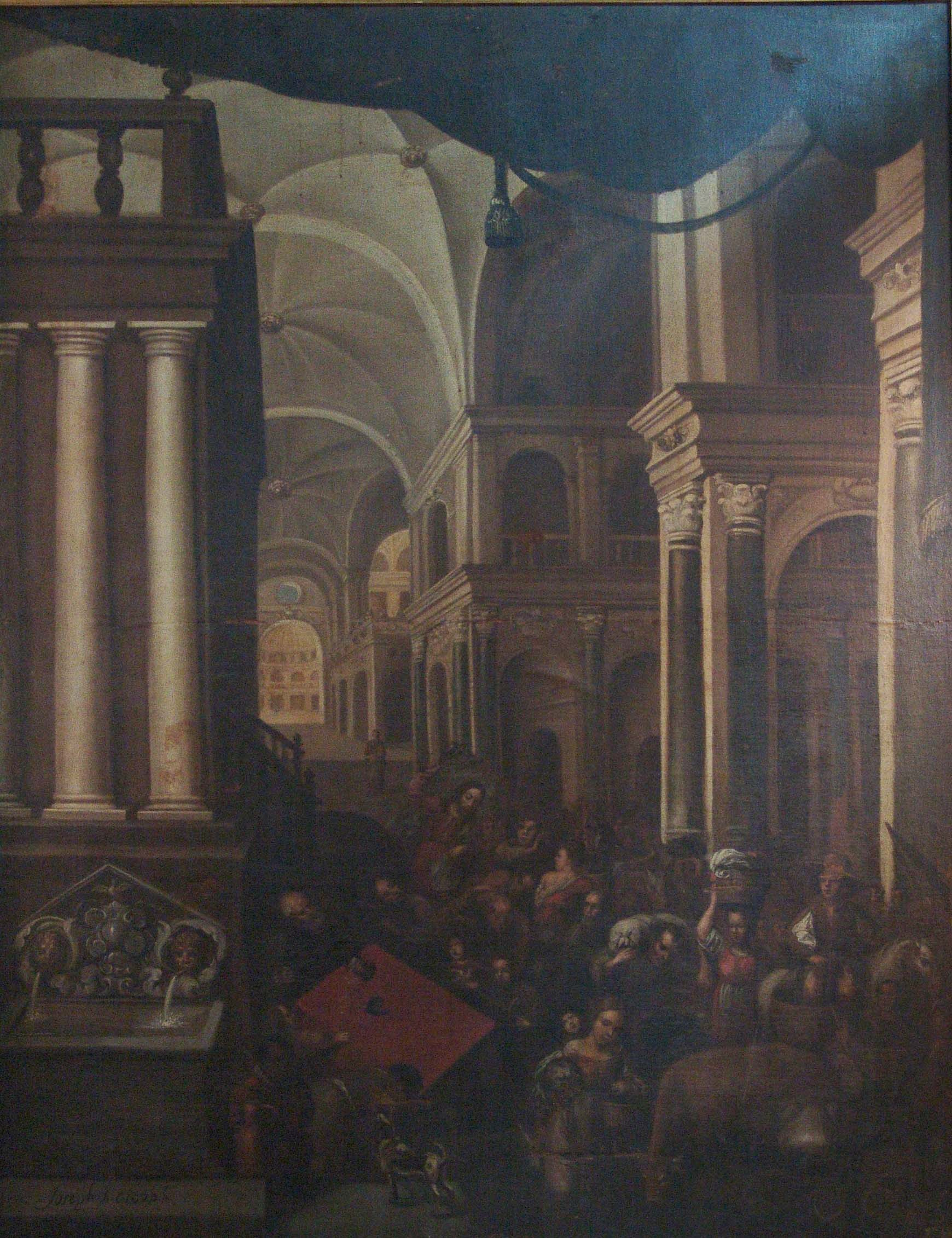
Expulsión de los mercaderes del templo, Museo de Bellas Artes de Granada.

Será esa especialización en la pintura al temple y la protección del condestable Íñigo de Velasco, la que le permitirá abrirse camino en Madrid, a donde se desplazó hacia 1686. Por el trabajo realizado en los decorados para las representaciones teatrales celebradas en el Palacio del Buen Retiro obtuvo de Carlos II el título de pintor del rey que, a su muerte, pasó a su hermano Vicente. Pero, al mismo tiempo y en pintura al óleo al servicio de la iglesia, realizó, según Palomino, «muchos cuadros para la iglesia nueva de las Mercenarias Descalzas, del barrio del Barquillo», las llamadas Góngoras, donde únicamente se conserva un cuadro del también granadino Pedro Atanasio Bocanegra que pudo facilitarle el encargo, además de dos escenas de la vida de San Francisco de Paula para el convento de la Victoria, que en el siglo XIX pasaron al Museo de la Trinidad: el santo reprochando al rey de Nápoles las riquezas que son sangre de pobres, destruido en el incendio del Tribunal Supremo en 1915, y la aparición del santo en una batalla, perteneciente al Museo Nacional del Prado. Aunque en mal estado de conservación, puede observarse este último el modo como, en contacto con la Corte, Cieza asimiló las tendencias barrocas más avanzadas, influido por Luca Giordano.
A esta etapa pertenecen también dos lienzos de singular iconografía conservados en el Museo Diocesano de Huesca, firmados ya como pintor del rey, en los que representó a San Dionisio Areopagita observando el eclipse del sol ocurrido a la muerte de Cristo y a su discípulo San Jeroteo, primer obispo de Segovia según los falsos cronicones de Jerónimo Román de la Higuera. Erróneamente interpretados con frecuencia como retratos de Galileo y Copérnico, se trata de dos auténticos retratos de sabios en sus estudios con las orlas de santidad como única alusión a su carácter de pinturas religiosas, apreciándose en ambos, junto a la utilización de una técnica de pincelada suelta característica de las corrientes del barroco decorativo, la influencia de los retratos de filósofos pintados por Luca Giordano a imitación de José de Ribera, tratados como retratos a lo divino.
Desde hace unos años, se viene atribuyendo en la catedral de Almería a este artista, un cuadro denominado: Lactación de San Bernardo, del último tercio del siglo XVII.